# Departamento de Capital (kommun i Mendoza)
Departamento de Capital är en kommun i Argentina.   Den ligger i provinsen Mendoza, i den centrala delen av landet, 1 000 km väster om huvudstaden Buenos Aires. Antalet invånare är 110 993.
Runt Departamento de Capital är det i huvudsak tätbebyggt. Runt Departamento de Capital är det mycket tätbefolkat, med 2 431 invånare per kvadratkilometer.